# Хошо (самолетоносач)
Вижте пояснителната страница за други значения на Хошо.
„Хошо“ (на японски: 鳳翔, „Летящ Феникс“) става първият самолетоносач с плоска палуба на Японския императорски флот през 1921 г. и първият самолетоносач в света заложен и спуснат на вода като такъв.
Негови предшественици в Японския имперски флот са хидропланните разносвачи като Вакамия (преустроен през 1920 г. на самолетоносач с предна платформа за изстрелване) или Нарато.

## Разработка
Корпуса на „Хошо“ е основан по проект на кръстосвач, но не е бил преустройван. Построен е от кила нагоре като самолетоносач. „Хошо“ е пуснат на вода на 27 декември 1922 година, тринадесет месеца преди Кралския Флот на Великобритания да пусне в експлоатация първия си замислен самолетоносач „Hermes“, който е проектиран преди „Хошо“. „Хошо“ оригинално замислен като смесен самолетоносач и хидропланен разносвач и чак по време на конструирането му е развит само като самолетоносач. Той е първият целево създаден самолетоносач, но не първият специално предвиден да бъде самолетоносач.
Освен основания на кръстосвач корпус са добавени и палуба за излитане с понижена предна част за ускоряване на излитането, мостик на десния борд, и три комина на десния борд, които се накланят по време на бойни операции. След изпитания кораба е подобрен с премахването на мостика и изправянето на палубата за излитане, даващи издигнат вид на палубата.

## Операции
„Хошо“ като първи от своя вид във флота активно е използван за развитие на операционните методи на самолетоносачите и за тактиката на Японския имперски флот по време на 20-те години на 20 век. Предшестван е от ранния самолетоносач от 1913 година „Вакамия“, който допринася за развитието на превозваческите техники, използвани в „Хошо“.
Той служи по време на битката за Шанхай (бомбардира Шанхай на 28 януари 1932 година) и в Китайско-японската война през 1937 година. В периода август – декември 1937 „Хошо“ подкрепя наземните операции на японската армия в Китай, в група с „Рюджо“. Въздушната група на самолетоносача включва девет изтребителя Накаджима А2Н и шест Йокосука Б3У1.
С началото на Втората световна война „Хошо“ е изместен от други модели самолетоносачи: той е бил твърде малък и бавен, за да се приспособи към новите видове самолети като Мицубиши А6М „Зеро“. Все пак взима участие в битката при Мидуей през юни 1942 година, давайки скромна въздушна подкрепа на основната флотилия. По това време въздушната му група се състои от осем торпедоносци Йокосука Б4У.
В следвоенните години се приема в англоезичните публикации, че кораба е разполагал с модерни самолетни групи по време на битката при Мидуей, позовавайки се на незначителни преводи на английски. В началото на 80-те години на 20 век обаче, англоезичните изследователи съзнават, че това е грешно, след като проучват официалните японски източници за битката. Днес е ясно, че по това време „Хошо“ все още разполага с биплани торпедоносци със закрепени колесници като Йокосука Б4У1 „Джейн“. Един от тези самолети прави снимките на горящия „Хирю“ следобед на 4 юни 1942 година.
Правени са опити за удължение и разширение на палубата за излитане, но надвисването е намалявало стабилността и мореходността на кораба. „Хошо“ е изпратен на тренировъчна служба във Вътрешно японско море след 1943 година.

## Следвоенна съдба
След войната кораба е използван за транспортиране на репатрираните на японците зад граница до юни 1946 година. „Хошо“ е един от четирите самолетоносачи на Японския военноморски флот, които преживяват войната, но е нарязан за скрап през 1947 година.
Въздушните групи на „Хошо“:
- 1932: 9 изтребители А1Н1 (Тип 3), 3 бомбардировача Б1М2 (тип 13), 3 разузнавателни самолета Ц1М (тип 10) (общо 15 самолета)
- 1937: 9 изтребители А4Н1 (Тип 95), 6 бомбардировачи Б3У1 (Тип 92) – (15)
- 1941: 11 изтребители А5М4 Клауде, 8 бомбардировачи Б4У1 Джейн – (19)
- 1942: 8 бомбардировачи Б4У1 Джейн – (8)

## Командващи офицери
- главен офицер по снабдяването: капитан Рютаро Кайзи – 13 ноември 1921 – 27 декември 1922
- капитан Джиро Тошима – 27 декември 1922 – 1 април 1923
- капитан Хейзабуро Фукуйо – 1 април 1923 – 1 декември 1923
- капитан Рютаро Кайзи – 1 декември 1923 – 15 април 1925
- капитан Сейзабуро Кобаяши – 15 април 1925 – 1 ноември 1926
- капитан Гийчиро Кавамура – 1 ноември 1926 – 1 ноември 1927
- капитан Кийоши Китагава – 1 ноември 1927 – 10 декември 1928
- капитан Горо Хара – 10 декември 1928 – 30 ноември 1929
- капитан Хидехо Вада – 10 ноември 1929 – 1 декември 1930
- капитан Ейджиро Кондо – 1 декември 1930 – 14 ноември 1931
- капитан Рокуро Хорие – 14 ноември 1931 – 1 декември 1932
- капитан Тейзо Мицунами – 1 декември 1932 – 20 октомври 1933
- капитан Рокукичи Такеда – 20 октомври 1933 – 15 ноември 1934
- капитан Сейго Ямагата – 15 ноември 1934 – 12 юни 1935
- капитан Кокичи Терада – 12 юни 1935 – 15 ноември 1935
- капитан Мунетака Сакамаки – 15 ноември 1935 – 16 ноември 1936
- капитан Риносуке Кусака – 16 ноември 1936 – 16 октомври 1937
- капитан Такацугу Джоджима – 16 октомври 1937 – 15 ноември 1939
- капитан Каку Харада – 15 ноември 1939 – 20 август 1940
- капитан Ушие Сугимото – 20 август 1940 – 11 ноември 1940
- капитан Томозо Кикучи – 11 ноември 1940 – 5 септември 1941
- капитан Каору Уметани – 5 септември 1941 – 1 август 1942
- капитан Бунджиро Ямагучи – 1 август 1942 – 15 ноември 1942
- капитан Кацуджи Хатори – 15 ноември 1942 – 5 юли 1943
- капитан Такео Кайзука – 5 юли 1943 – 18 декември 1943
- капитан Йоши Мацура – 18 декември 1943 – 1 март 1944
- капитан Кийоши Кода – 1 март 1944 – 6 юли 1944
- капитан Юджиро Такарада – 6 юли 1944 – 5 март 1945
- капитан Шуичи Осуга – 5 март 1945 – 18 май 1945
- капитан Кейджи Фурутани – 18 май 1945 – 20 септември 1945
- капитан Кунизо Канаока – 20 септември 1945 – 31 август 1946